# دندان‌گیر

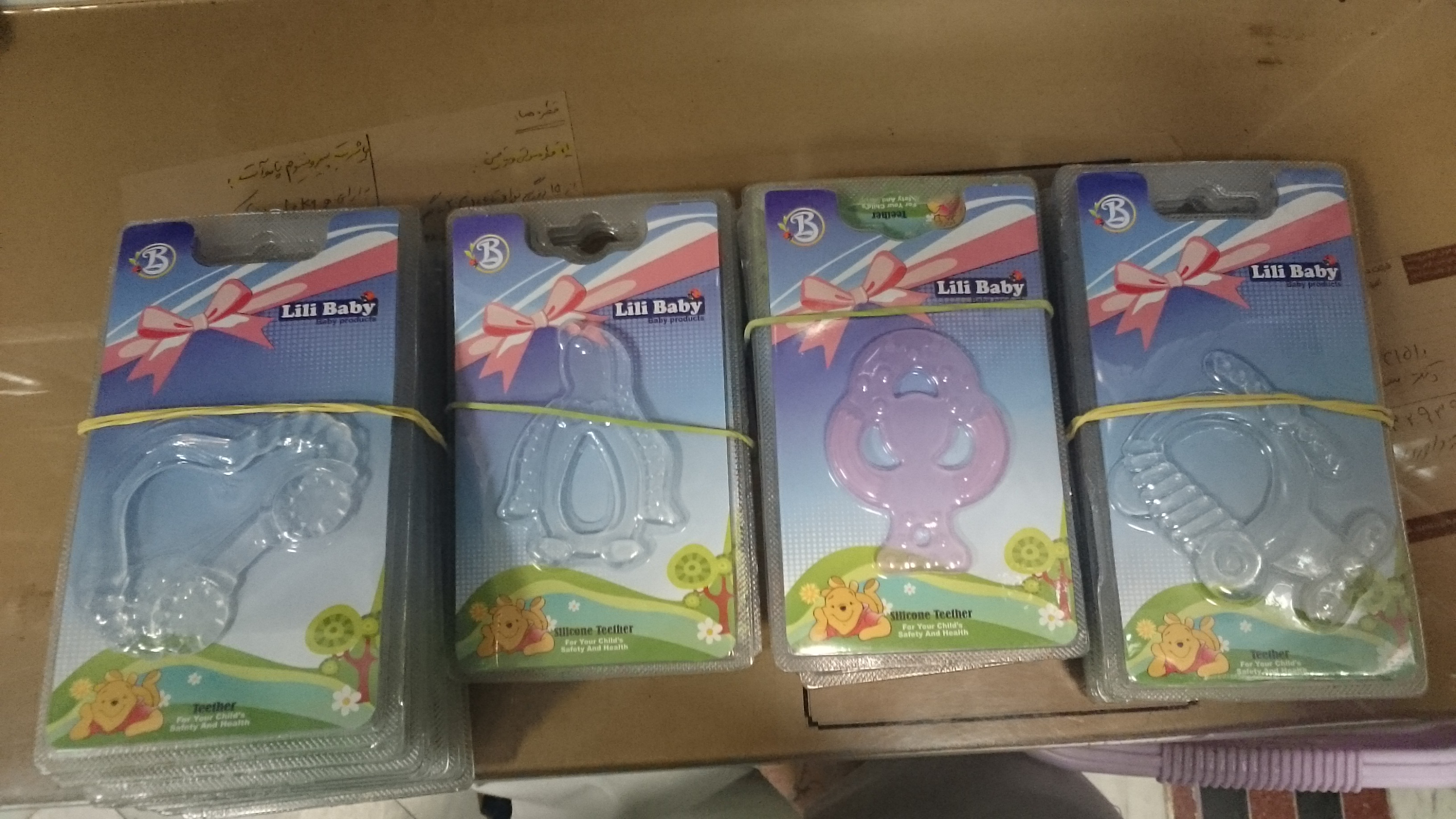
چند دندانگیر با شکل‌های گوناگون

دندانگیر وسیله‌ای یا اسباب بازی است که به کودکان شش‌ماه به ببالا کمکم میکند تا راحت تر عمل دندان درآوردن ممکن شود. جنس این وسیله اکثرا پلاستیکی است، اما میتواند از سیلیکون و چوب هم ساخته شود. بعضی از دندانگیر ها داخل قالبشان از مایع یا ژله استفاده میشود که میتوان داخل یخچال گذاشته تا یخ بزنند و موجب کم حس شدن لسه هنگام دندان در آوردن شود.پستانک مکیدنی است ولی دندانگیر باید جویده شود که عمل کرد بهتری نسبت به پستانک دارد. استفاده از دندانگیر ها متنوع است. مثلا ممکن است برای تسکین درد هنگام دندان درآوردن و کمک به نفوذ دندانهای جدید به لثه و همچنین نوعی سرگرمی از آن استفاده شود.